# Kobjeglava
Kobjeglava je naselje v Občini Komen.
Kobjeglava je strjeno kraško naselje. V vasi so primerki ljudskega stavbarstva od pozne gotike pa vse do 19. stoletja. Nekateri kamnoseški izdelki - portali, okenski okvirji, vodnjaki ipd. so iz 18. stoletja.